# 望み (雫井脩介の小説)
『望み』（のぞみ）は、雫井脩介の長編小説。
電子小説誌『文芸カドカワ』（KADOKAWA）2016年1月号から7月号に連載され、2016年9月5日にKADOKAWAから単行本が発売された。2019年4月24日には、角川文庫版が発売された。
思春期の息子の友人が遺体で発見され、その事件に関わり行方不明となった息子を巡って「加害者か、それとも被害者か」と葛藤する夫妻の心理を描く。第七回山田風太郎賞候補作。「週刊文春ミステリーベスト10」2016年国内部門第9位。
2020年に映画化された。

## 執筆背景
雫井の以前の作品に家族が多く登場することから、次は「家族を扱ったもので」との編集担当者からの要望を受けて、それまでストックしていたアイデアの中から本作を構想。少年犯罪に見られるグループ内のトラブルから殺人事件へ発展するケースで、事件報道を見てもグループ内の人間関係や事件に至る経緯が漠然として捉えにくいことから、「事件の関係家族、特に親は、どういう心境で報に接しているのだろう」「自分の子供が被害者なのか加害者なのかも分からなかったりするかもしれない」と、そこを掘り下げることで意外に深いテーマとなるかもしれないとして本作執筆に至った。

## あらすじ
埼玉県戸沢市にて建築家の石川一登と校正者の妻の貴代美は、高校1年生の長男・規士と中学3年生の長女・雅とともに幸せな生活を送っていた。ただ、息子の規士はサッカー部を怪我で退部し、夏休みに入ってからは外泊が増え、顔にあざを作って帰ってきたり切り出しナイフを購入したりして、一登と貴代美を不安にさせていた。
9月のシルバーウィークの連休中、外泊をしていた規士が翌日の昼になっても自宅に戻らない。貴代美のメールにも「悪いけど、いろいろあってまだ帰れない」と返信したきり、スマホの電源を切ってしまう。その夜、戸沢で殺人事件が発生したというニュースが流れる。縁石に乗り上げた車のトランクの中から少年の遺体が発見され、その少し前に車を置いて逃げる少年2人の姿が目撃されていた。
次の日、亡くなったのは倉橋与志彦という高校生だと報道され、その少年と規士に親交があったため、一登の家に警察が事情聴取にやって来る。貴代美は家に取材に来た記者の内藤重彦から、事件についての情報を得る。事件現場から逃走した少年は2人だが、行方がわからない少年は規士を含めて3人いるという。それを聞いた貴代美は恐ろしい可能性に気づいてしまう。もしかして行方不明の3人のうち1人は、与志彦と同じく殺されているのではないかということに。
家に来るマスコミの数はどんどん増えていき、まだ規士が犯人かどうかもわからないのに一登らを加害者家族のように扱い、一登の家は嫌がらせを受けるようになる。警察は捜査状況を何も教えてくれない。果たして規士は加害者なのか、それとももう1人の被害者なのか。息子の無実を信じたい父の一登と、たとえ殺人犯であろうとも生きていてほしいと願う母の貴代美の思いが交錯する。

## 登場人物

### 石川家
石川一登（いしかわ かずと）
建築家。戸沢市に自分で設計した自宅を建て、一家4人で暮らしている。
家の離れを事務所にして、アシスタントの梅本と2人で仕事をする。
理屈っぽい性格。規士が殺人を犯したとは思えず、規士は被害者なのではないかと考えている。
石川貴代美（いしかわ きよみ）
一登の妻。以前は建築雑誌の編集者をしていたが、現在はフリーの校正者になり自宅で働く。
心配性。一登とは反対に、規士は加害者ではないかと思っている。規士が亡くなっている可能性に恐怖する。
石川規士（いしかわ ただし）
一登と貴代美の息子。高校1年生。16歳。
中学時代はサッカーのジュニアユースに所属していた。高校でも部活でサッカーを続けていたが、紅白戦で膝の半月板を損傷して退部する。
愛想がなく、親から見ると何を考えているのかわからない。
石川雅（いしかわ みやび）
一登と貴代美の娘。中学3年生。
以前から憧れていた難関の私立高校・豊島女学院を目指して、塾に通い受験勉強に励んでいる。

### 一登の仕事関係者
梅本克彦（うめもと かつひこ）
一登のアシスタント。
高山（たかやま）
建設会社の社長。一登がよく仕事を依頼する施工業者。
花塚（はなづか）
左官業者の社長。高山と旧知の仲。外孫の与志彦を亡くし、意気消沈する。

### 貴代美の家族
織田聡美（おだ さとみ）
貴代美の姉。10年前に離婚し、今は春日部の実家で母と暮らしている。
織田扶美子（おだ ふみこ）
貴代美の母。76歳。7年前に胃がんを患い、現在も体調が悪い。

### 規士の同級生
倉橋与志彦（くらはし よしひこ）
規士とは違う高校の1年生。花塚の孫。
身体に凄惨なリンチを受けたような痕が残った状態で、遺体となって発見される。
飯塚杏奈（いいづか あんな）
高校1年生。規士のクラスメイト。雅からは、規士の恋人だったのではないかと疑われている。
仲里涼介（なかざと りょうすけ）
規士とは違う高校の1年生。規士が中学生のころに仲が良かった。一登たちに対して、礼儀正しく接する。

### その他
種村（たねむら）夫妻
家を新築しようとしている夫婦。
寺沼（てらぬま）
戸沢警察署の男性刑事。40代。
野田（のだ）
戸沢警察署の女性刑事。30代。
内藤重彦（ないとう しげひこ）
フリージャーナリスト。30代後半。『週刊平日』に寄稿するため、与志彦の事件を調べている。
宮崎（みやざき）
接骨院でリハビリを担当する男性。

## 書誌情報
- 単行本：2016年9月5日発売、KADOKAWA、ISBN 978-4-04-103988-5
- 文庫本：2019年4月24日発売、角川文庫、ISBN 978-4-04-108209-6

## 映画
2020年10月9日に公開。監督は堤幸彦。主演は堤真一。
原作からの変更点として、季節を秋から冬に移しており、冬休みおよび年末年始の間で物語が展開される。

### キャスト
- 石川一登：堤真一
- 石川貴代美：石田ゆり子[7]
- 石川規士：岡田健史[8]（少年時代：平野虎冴[13]）
- 石川雅：清原果耶[8]（幼少期：佐脇花音[14]）
- 宮崎：三浦貴大[15]
- 野田弘美：早織[16]
- 種村夫妻：西尾まり、平原テツ
- 花塚満彦：渡辺哲[17]
- 飯塚杏奈：松風理咲[18]
- 梅本克彦：長友郁真[19]
- 寺沼俊嗣：加藤雅也[20]
- 倉橋与志彦：工藤孝生[21]
- 塩山翔吾：小野寺晃良[22]
- 堀田：河野宏紀[23]
- 若村典孝：遠藤健慎[24]
- 織田扶美子：市毛良枝[20]
- 内藤重彦：松田翔太[20]
- 高山毅：竜雷太[20]

### スタッフ
- 原作：雫井脩介『望み』（角川文庫刊）
- 監督：堤幸彦
- 脚本：奥寺佐渡子
- 音楽：山内達哉
- 主題歌：森山直太朗「落日」（UNIVERSAL MUSIC）[25]
- 製作：堀内大示、楮本昌裕、松木圭市、鈴木一夫、飯田雅裕、五十嵐淳之
- 企画：水上繁雄
- プロデューサー：二宮直彦、天馬少京、千綿英久、内山雅博
- 音楽プロデューサー：茂木英興
- 撮影：相馬大輔
- 美術：磯見俊裕
- 照明：佐藤浩太
- 録音：鴇田満男
- 編集：洲﨑千恵子
- VFXスーパーバイザー：岩崎朋之
- 記録：井手希美
- 装飾：前田亮
- 衣装：宮本まさ江
- ヘアメイク：市川温子、岡野瑞恵
- キャスティング：新江佳子
- 助監督：日高貴士
- 制作担当：篠宮隆浩
- 配給：KADOKAWA
- 制作プロダクション：角川大映スタジオ、オフィスクレッシェンド
- 製作：「望み」製作委員会（KADOKAWA、ユニバーサル ミュージック、ステータス、北崎ダンボール工業、朝日新聞社、ムービーウォーカー）

### 受賞
- 第44回日本アカデミー賞 新人俳優賞（岡田健史、『ドクター・デスの遺産-BLACK FILE-』『弥生、三月-君を愛した30年-』とあわせて）[26]

## オーディオブック
2020年4月10日にAudibleで配信開始された。朗読は乃神亜衣子。